# Pontassieve
Pontassieve is een gemeente in de Italiaanse provincie Florence, dicht bij Fiesole, waar de rivieren de Arno en de Sieve samenkomen. Pontassieve ligt in de regio Toscane en telt 20.581 inwoners (31-12-2004). De oppervlakte bedraagt 114,4 km², de bevolkingsdichtheid is 180 inwoners per km².

## Geschiedenis
Het dorp Pontassieve ontstond rond 1375 nadat Florence besloot omwille van de strategische ligging van de plaats een kasteel te bouwen. De nederzetting die opkwam werd in eerste instantie, naar het kasteel, met de naam Castello di San Michele Arcangelo ("Kasteel van de Heilige Aartsengel Michaël") aangeduid. De huidige naam, Pontassieve, refereert aan de brug over de rivier Sieve, de belangrijkste verbinding tussen de Republiek Florence en de streken Mugello, Casentino en de stad Arezzo.
De eerste huizen van Pontassieve werden gebouwd rondom de brug. Het zo ontstane dorp lag lager dan het grote kasteel gebouwd door de Florentijnen. Omdat het dorp voor de Florentijnen maar een voorpost was, werd er weinig aandacht besteed aan de lokale economie, die daardoor voornamelijk op zelfvoorzienendheid gericht was.
Aan het einde van de achttiende eeuw kwamen de hertogen van Lorena aan de macht. De hertogen openden onder meer twee nieuwe wegen die Pontassieve verbonden met Casentino en Emilia-Romagna. Dit betekende een stimulans voor de groei van de plaatselijke economie.
De bouw van een spoorweg tussen Florence en Rome in 1859 had ook een positieve invloed op de lokale economie. De bouw van deze belangrijke spoorweg, en later ook de bouw van de spoorweg naar Borgo San Lorenzo en Faenza, gaf de stad de mogelijkheid om ook in industrieel opzicht te groeien.
In 1861 werd Pontassieve door Koning Victor Emanuel II geannexeerd en bij het Koninkrijk Italië gevoegd.
Tijdens de Tweede Wereldoorlog heeft Pontassieve erg geleden onder bombardementen, vanwege de belangrijke spoorwegverbindingen. Niet alleen de spoorwegen, maar ook de stad zelf zijn meerdere malen heftig gebombardeerd door geallieerde vliegtuigen, wat als gevolg heeft gehad dat er bijna niets meer overgebleven was. Het huidige aanzicht van Pontassieve is hoofdzakelijk te danken aan de wederopbouw die na de oorlog heeft plaatsgevonden. In het centrum van de stad is het middeleeuwse uiterlijk nog wel steeds aanwezig.

## Bezienswaardigheden
In Pontassieve staat een van de bekendste bruggen uit de middeleeuwen. Deze brug heet "Ponte Mediceo".

## Demografie
| Jaar | Inwoneraantal |
| ---- | ------------- |
| 1991 | 20.439        |
| 2001 | 20.610        |

Pontassieve telt ongeveer 8158 huishoudens. Het aantal inwoners steeg in de periode 1991-2001 met 0,8% volgens cijfers uit de tienjaarlijkse volkstellingen van ISTAT.

## Geografie
De gemeente ligt op ongeveer 108 m boven zeeniveau.
De gemeente bestaat uit de volgende frazione: Acone, Colognole, Doccia, Le Falle, Le Sieci, Fornello, Lubaco, Madonna del Sasso, Molino del Piano, Montebonello, Monteloro, Monterifrassine, Petroio, Podere Prato, San Martino, San Martino a Quona, Santa Brigida.
Pontassieve grenst aan de volgende gemeenten: Bagno a Ripoli, Borgo San Lorenzo, Dicomano, Fiesole, Pelago, Rignano sull'Arno, Rufina, Vicchio.

## Partnersteden

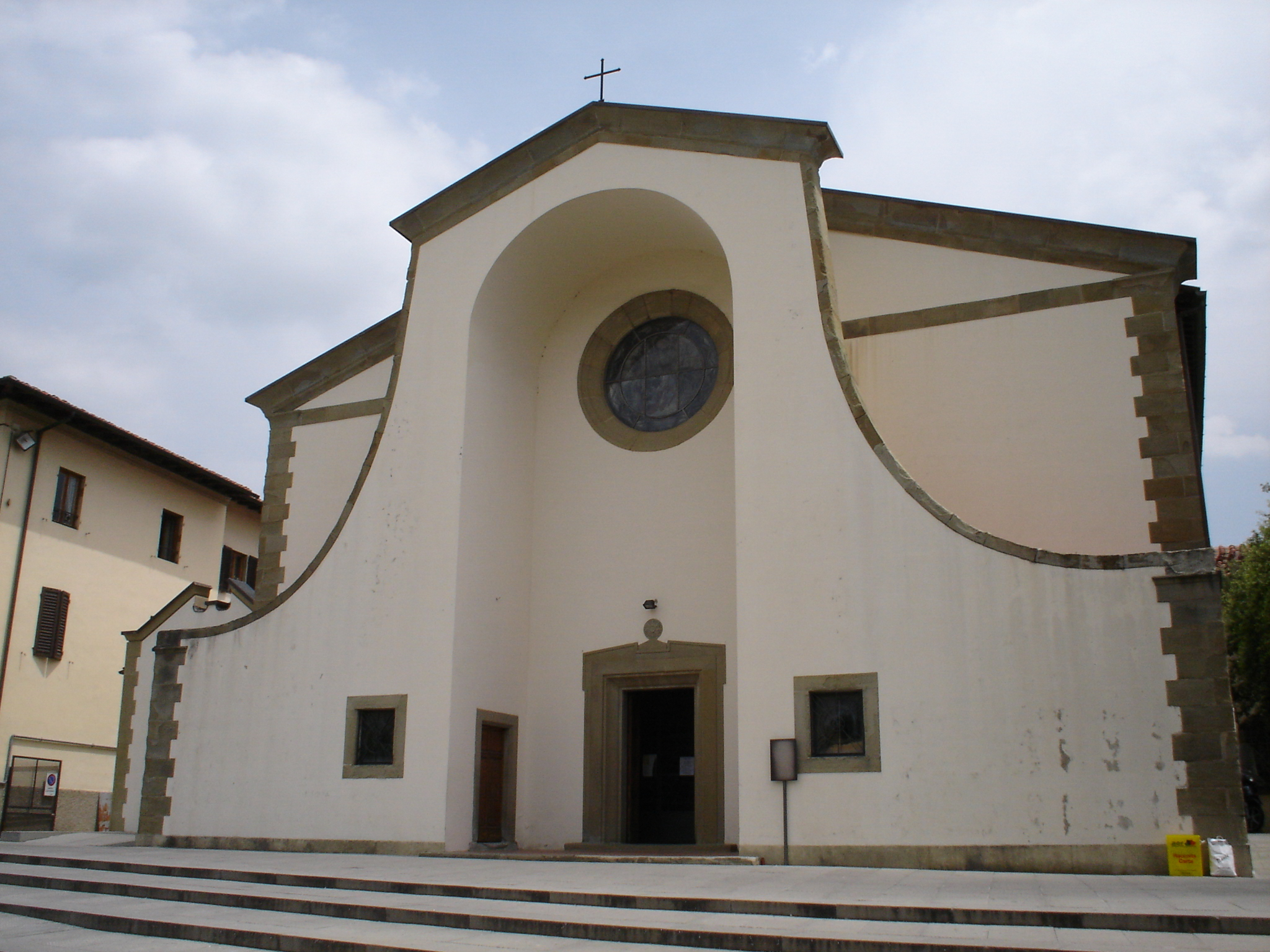
De kerk San Michele Arcangelo

- Znojmo (Tsjechië)

## Kerken
Pontassieve heeft ongeveer 12 kerken, waarvan de hier afgebeelde er een is, gewijd aan de aartsengel Michaël.

## Geboren of woonachtig in Pontassieve
- Bartolomeo Berecci (Pontassieve, 1480 – Krakau, 1537) - architect van o.a. de Sigismundkapel bij de Wawelkathedraal in Krakau
- Monica Bettoni Brandani  (Pontassieve, 1950) - politica, o.a. lid senaat en staatssecretaris in Kabinet-Prodi I en Kabinet-D'Alema II
- Nada Giorgi (Pontassieve, 1927 – Bagno a Ripoli, 2012) - partizane
- Luigi Gori (Pontassieve, 1894 – Susegana, 1917) - Italiaans luchtvaartpionier/aviateur.
- Matteo Renzi (Florence, 1975) - politicus, o.a. burgemeester van Florence en premier van Italië